# Вест Братлборо (Вермонт)
Вест Братлборо (енгл. West Brattleboro) насељено је место без административног статуса у америчкој савезној држави Вермонт.

## Демографија
По попису из 2010. године број становника је 2.740, што је 482 (-15,0%) становника мање него 2000. године.
| Група             | 2000.         | 2010.         |
| Белци             | 3.077 (95,5%) | 2.543 (92,8%) |
| Афроамериканци    | 24 (0,7%)     | 26 (0,9%)     |
| Азијати           | 30 (0,9%)     | 38 (1,4%)     |
| Хиспаноамериканци | 46 (1,4%)     | 64 (2,3%)     |
| Укупно            | 3.222         | 2.740         |